# Baiyankamys shawmayeri
Baiyankamys shawmayeri is een knaagdier uit het geslacht Baiyankamys dat voorkomt op Nieuw-Guinea. Deze soort is bekend van verschillende locaties in de bergen van Papoea-Nieuw-Guinea, op 1500 tot 3600 m hoogte, behalve in het uiterste zuidoosten en op het Huonschiereiland. Ook in het uiterste westen van Papoea-Nieuw-Guinea komt hij niet voor; daar zit een "gat" tussen de verspreiding van B. shawmayeri en die van zijn verwant de bergbeverrat (B. habbema), die verder naar het westen voorkomt. Door de Karam, een stam uit Madang Province, wordt dit dier "kwypep" genoemd.
In het artikel over de bergbeverrat worden de verschillen tussen deze twee soorten genoemd. De kop-romplengte bedraagt 130 tot 153 mm, de staartlengte 148 tot 185 mm, de achtervoetlengte 35 tot 39 mm, de oorlengte 12 tot 17 mm en het gewicht 68 tot 88 gram. Vrouwtjes hebben 0+2=4 mammae.
Dit dier leeft in holen bij rivieren en stromen. Het dier voedt zich zowel op de oever als in het water. Er leven meerdere dieren in hetzelfde hol. Het dier is nooit erg algemeen. Het eet insecten, andere kleine aquatische ongewervelden, kikkers en vissen.
Bergbeverrat (Baiyankamys habbema) · Baiyankamys shawmayeri